# Carterocephalus avanti
Carterocephalus avanti is een vlinder uit de familie van de dikkopjes (Hesperiidae). De wetenschappelijke naam van de soort is voor het eerst geldig gepubliceerd in 1886 door Lionel de Nicéville.